# Baldr Sky
Baldr Sky (バルドル・スカイ?, Barudoru sukai) è una duologia di visual novel giapponesi per adulti con elementi d'azione 2D sviluppata da GIGA. La serie si caratterizza come un gioco d'avventura d'azione cyberpunk. Il primo gioco, intitolato BALDR SKY Dive1 "Lost Memory", è stato rilasciato in Giappone il 27 marzo 2009 per Windows. Il secondo gioco, BALDR SKY Dive2 "RECORDARE", è stato rilasciato in Giappone il 27 novembre 2009. 
Un fandisc chiamato BALDR SKY DiveX "Dream World" è stato rilasciato in Giappone il 24 settembre 2010. Una versione inglese contenente sia Dive1 che Dive2 è stata pubblicata da Sekai Project il 20 dicembre 2019.

## Modalità di gioco
Gran parte del gameplay di Baldr Sky consiste nella lettura del testo visualizzato sullo schermo, supportato dall'audio per le voci. Occasionalmente, al giocatore verranno presentate delle scelte da effettuare, che potrebbero o meno determinare il proseguo della trama. Dato che Baldr Sky ha finali multipli, il giocatore dovrà rigiocare il gioco più volte per visualizzarli tutti.
Simile ad altri giochi della serie Baldr, Baldr Sky è anch'esso basato su un'interfaccia 2D top-down in cui il giocatore controlla un mecha in forma di sprite per combattere le macchine nemiche. Il giocatore ha la possibilità di potenziare o modificare l'equipaggiamento del mecha prima di entrare in battaglia.

## Trama

### Ambientazione e temi
Baldr Sky è ambientato in Giappone, in un futuro lontano, nel XXII secolo. Le nanomacchine sono diventate comuni e hanno assunto un ruolo fondamentale nella società. Le capacità di queste nanomacchine spaziano da scopi medici per curare malattie a modificare il sapore del cibo. Una nuova generazione di esseri umani ora possiede un chip integrato che permette loro di essere costantemente connessi a Internet. Con l'avvento di queste nuove tecnologie, la guerra si è estesa oltre il mondo fisico, arrivando a quello virtuale. Le persone combattono online con simulacri (il nome delle unità mecha del gioco) o con virus (robot senza pilota).

### Storia
La storia di Baldr Sky ruota attorno al protagonista maschile Kou Kadokura (門倉甲?, Kadokura Kō) ed è raccontata attraverso due linee temporali, il presente e il passato attraverso flashback. All'inizio della storia, Kou soffre di perdita di memoria, quindi gran parte della storia del passato viene raccontata attraverso flashback mentre Kou ritrova i suoi ricordi con l'aiuto di nanomacchine mediche. Nel presente, Kou e la sua subordinata, Rain Kirishima (桐島レイン?, Kirishima Rein) , sono sulle tracce di un gruppo di scienziati che hanno inavvertitamente innescato un evento di distruzione di massa a causa della perdita di una nanomacchina in fase di sviluppo. La città e l'area circostante in cui si trova il laboratorio vengono infine rase al suolo, ma gli scienziati erano in realtà fuggiti dal laboratorio prima che il luogo venisse distrutto. Kou desidera scoprire la verità su quanto accaduto quel giorno e impedire che si ripeta un'altra tragedia, come quella che ha ucciso la sua ragazza Sora, a causa delle nanomacchine.

### Personaggi
Kou Kadokura (門倉 甲?, Kadokura Kō)
Doppiato da: Kazuma Yamashita
Il protagonista della storia. Un mercenario libero e un eccellente pilota di Simulacrum. Kou è alla ricerca della verità dietro l'incidente in inglese Grey Christmas, "Natale Grigio", in cui ha perso la persona a lui più cara. Mentre recupera i suoi ricordi e ne sperimenta di nuovi, si avvicina sempre di più alla verità.
Rain Kirishima (桐島 レイン?, Kirishima Rein)
Doppiata da: Honoka Imuraya
Una mercenaria e subordinata di Kou. Lo chiama "Tenente" e diventa colei che guida Kou, affetto da amnesia. Come un comandante, lo rimprovera e lo incoraggia ogni volta che si trova in uno stato di confusione. Anche se è gentile e cortese, i suoi gesti e la sua espressione danno spesso un'impressione fredda. Mostra raramente le sue emozioni e rimane spesso impassibile. È spietata verso i nemici. Le sue azioni mettono solitamente la sicurezza di Kou al primo posto, tanto che potrebbe persino sacrificare la propria vita per lui.
Chinatsu Nagisa (渚 千夏?, Nagisa Chinatsu)
Voiced by: Nao Kamiya
L'amica di Kou che viveva con lui nel dormitorio Kisaragi. È scomparsa dopo il Gray Christmas, ma è riapparsa in seguito, vestita con un'uniforme militare e pesantemente cibernetizzata.
Nanoha Wakakusa (若草 菜ノ葉?, Wakakusa Nanoha)
Doppiata da: Oto Agumi
Amica d'infanzia di Kou, di un anno più giovane. Ha perso i genitori a causa di una bomba. Ora gestisce un internet café.
Aki Nishino (西野 亜季?, Nishino Aki)
Doppiata da: Yuki Iwata
Seconda cugina di Kou, che lui considera come una sorella. È una "maga" – una programmatrice geniale nel mondo virtuale. Il simulacrum di Kou è un suo regalo quando lui si è trasferito al dormitorio Kisaragi. Lavora nella corporazione della zia di Kou, la Ark Industry.
Makoto Minazuki (水無月 真?, Minazuki Makoto)
Doppiata da: Hina Kamimura
Sorellina di Sora, ha incontrato Kou dopo che lui l'ha salvata dai maltrattamenti dei coetanei a causa della sua malattia. In seguito si è trasferita al dormitorio Kisaragi.
Sora Minazuki (水無月 空?, Minazuki Sora)
Doppiata da: Sakura Hazuki
La sorella maggiore di Makoto, che lei adora profondamente. Morì nell'incidente chiamato "Natale Grigio".
Masa Sudoh (須藤 雅?, Sudō Masa)
Doppiato da: Tetsuto Furukawa
Il migliore amico di Kou, amante delle donne e dei mecha. Si è trasferito con Kou nel dormitorio di Kisaragi quando hanno perso il loro posto a causa di un incidente con i loro compagni più grandi.
Noir (ノイ?, Noi)
Doppiata da: Miyabi Arisugawa
Una donna dall'aspetto infantile, capace dottoressa di professione, che vive nei bassifondi di Suzushiro. Ufficialmente gestisce un negozio di sex toy.
Gilberto (ジルベルト?, Jiruberuto)
Doppiato da: Kishō Taniyama
Capo del gruppo mercenario illegale "Dainsleif". Nemico giurato di Kou.
Naoki Kurihara (久利原 直樹?, Kurihara Naoki)
Doppiato da: Kenichi Yakushiji
Ricercatore di nanomacchine, docente presso l'Accademia Seishuu.
Eiji Kadokura (門倉 永二?, Kadokura Eiji)
Doppiato da: Keita Nakazato
Padre di Kou. Membro dell'organizzazione mercenaria "Fenrir". Colonnello.
Shizeru (シゼル?, Shizeru)
Doppiata da: Kumiko Okugawa
Un ufficiale mercenario di Fenrir. Maggiore.
Mohawk (モホーク?, Mohōku)
Doppiato da: ZEN
Un ufficiale mercenario di Fenrir, subordinato di Shizel. Tenente.
Seira Tachibana (橘 聖良?, Tachibana Seira)
Voiced by: Kaori Okuda
Zia di Kou, responsabile dell'Ark Industry.
Father Gregory (グレゴリー神父?, Guregorī Shinpu)
Voiced by: Sayu Joge
Capo di Dominion, un gruppo di cultisti che venerano l'IA come loro dea.

## Musica
Il tema di apertura di Dive1, intitolato "Restoration -Chinmoku no Sora-" (Restoration -沈黙の空-?) , è cantato da KOTOKO. Il tema di apertura di Dive2 è "jihad", sempre di KOTOKO.

## Sviluppo
Baldr Sky è il terzo gioco della serie Baldr, dopo Baldr Force e Baldr Bullet "Revellion" . Il character design è stato curato, come negli altri due giochi della serie, da Seiji Kikuchi. La musica è stata composta da Tgz Sounds, Barbarian on the Groove e LittleWing.

### Cronologia delle versioni
Prima dell'uscita di Dive1, la GIGA pubblicò una demo del capitolo prologo del gioco online su Internet il 23 gennaio 2009. Il gioco completo fu pubblicato circa due mesi dopo, il 27 marzo 2009.
Il 24 settembre 2010, la GIGA pubblicò anche un fandisc chiamato "BALDR Sky DiveX: Dream World", che includeva molte scene che non erano state menzionate in Dive1 e Dive2, come i ricordi di Kou mentre era un mercenario con Rain.
Baldr Sky "Zero", un altro gioco della serie, era in produzione e rilasciato nel marzo 2013. Uno dei nuovi elementi è un crossover tra la serie Baldr Sky e la serie Jinki (crossover Jinki in termini di design artistico). 

## Reception
Secondo i dati di vendita di Getchu.com, un popolare negozio di giochi giapponese, le vendite di marzo 2009 si sono classificate al ventesimo posto nel mese successivo, ovvero aprile. 
Nella classifica dei giochi del 2009 stilata dagli utenti da Getchu, Dive2 si è classificato primo in assoluto, così come primo nelle categorie Sistema, Scenario e Musica, quarto nella categoria Film (riferendosi alle animazioni di apertura e chiusura del gioco) e decimo nella categoria Grafica. Rain Kirishima e Sora Minazuki sono stati votati come personaggi n. 1 e n. 3 nella categoria Personaggi di quell'anno. 
Dive1 ha ricevuto il premio d'argento nella categoria Theme Song ai Moe Game Awards del 2009. Nel 2010, Dive2 ha vinto il premio d'argento nella categoria Programma e il premio d'oro nella categoria 3D. 
Nella classifica dei giochi del 2010 di Getchu.com, DiveX si è classificato al 4º posto nella categoria Sistema, all'8º posto nella categoria Film e al 18º posto in assoluto.
La trama è considerata una delle migliori visual novel di tutti i tempi, sia sul sito di recensioni giapponese Erogamescape che sul sito di lingua inglese vndb.